# Optyka nieliniowa

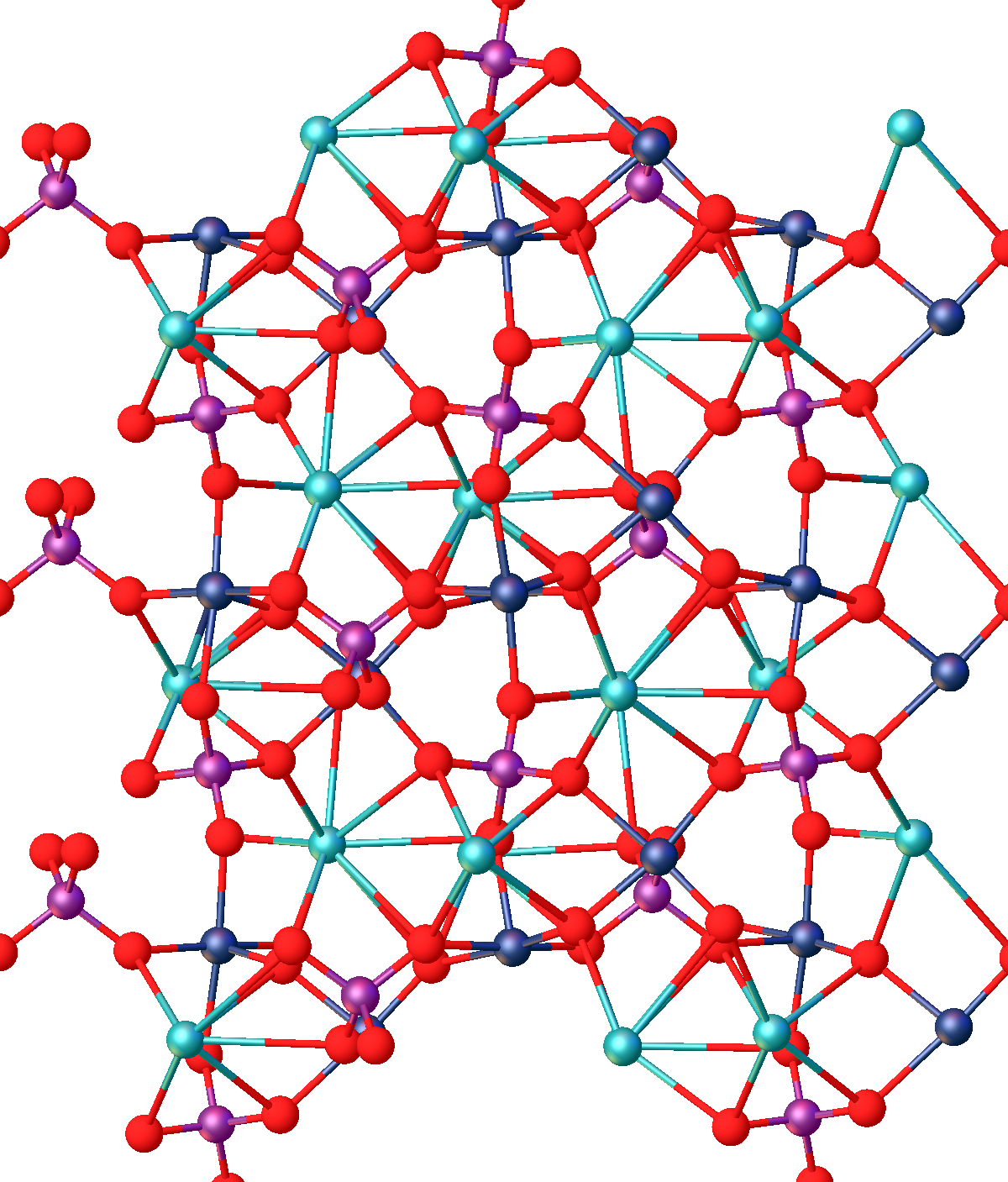
Struktura kryształu KTP (fosforanu tytanylu potasu), widziana wzdłuż osi b. KTP wykorzystywany jest do generacji drugiej harmonicznej

Optyka nieliniowa (ang. Nonlinear optics, NLO) – gałąź optyki opisująca zachowanie światła w ośrodkach nieliniowych, czyli takich, w których polaryzacja dielektryczna {\displaystyle \mathbf {P} } odpowiada nieliniowo na pole elektryczne {\displaystyle \mathbf {E} } światła. Ta nieliniowość jest na ogół obserwowana przy bardzo dużych intensywnościach światła (porównywalnych do kwadratu amplitudy pola elektrycznego w atomie będącego rzędu 108 V/m) uzyskiwanych w laserach. Powyżej limitu Schwingera należy się spodziewać, że sama próżnia staje się ośrodkiem nieliniowym. W nieliniowej optyce przestaje obowiązywać zasada superpozycji.
Podstawy teoretyczne optyki nieliniowej opisała Maria Goeppert-Mayer w swojej pracy doktorskiej w 1931 roku. W 1961 roku Peter Franken ze współpracownikami z University of Michigan zaobserwował generację drugiej harmonicznej (wkrótce po skonstruowaniu przez Theodore’a Harolda Maimana pierwszego lasera). Jednakże część nieliniowych efektów została odkryta przed wynalezieniem lasera. Podstawy teoretyczne wielu nieliniowych procesów zostały opisane w monografii Bloembergena „Nonlinear Optics”.

## Nieliniowe procesy optyczne
Optyka nieliniowa wyjaśnia nieliniową odpowiedź takich właściwości jak częstotliwość, polaryzacja, faza lub droga optyczna padającego światła. Takie nieliniowe oddziaływania generują szeroką gamę zjawisk optycznych:

### Mieszanie częstości
- Generacja drugiej harmonicznej (SHG od ang. Second-Harmonic Generation), czyli podwajanie częstości, generacja światła o podwójnej częstotliwości (połowa długości fali), dwa fotony są zamieniane na pojedynczy foton o dwukrotnej częstotliwości.
- Generacja trzeciej harmonicznej (THG od ang. Third-Harmonic Generation), generacja światła o potrójnej częstotliwości (jedna trzecia długości fali), trzy fotony są zamieniane na pojedynczy foton o trzykrotnej częstotliwości.
- Generacja wysokiej harmonicznej (HHG od ang. High-Harmonic Generation), generacja światła o częstotliwościach wiele większych od oryginalnej (zwykle od 100 do 1000 razy większej).
- Generacja częstości sumacyjnej (SFG od ang. Sum-Frequency Generation), generacja światła o częstotliwości będącej sumą częstotliwości fotonów wyjściowych (generacja harmonicznych stanowi przypadek szczególny).
- Generacja częstości różnicowej (DFG od ang. Difference-Frequency Generation), generacja światła o częstotliwości będącej różnicą częstotliwości fotonów wyjściowych o różnych częstotliwościach.
- Optyczne parametryczne wzmocnienie (OPA od ang. Optical Parametric Amplification), wzmocnienie sygnału wejściowego w obecności fali pompującej o wyższej częstotliwości z jednoczesnym wygenerowaniem ubocznej fali, tzw. idler, co może być rozpatrywane jako generacja częstości różnicowej.
- Optyczna parametryczna oscylacja (OPO od ang. Optical Parametric Oscillation), generacja sygnału i idlera z wykorzystaniem parametrycznego wzmacniacza w rezonatorze (bez sygnału wejściowego).
- Optyczna parametryczna generacja (OPG od ang. Optical Parametric Generation), jak parametryczna oscylacja, ale bez rezonatora – zamiast tego wykorzystuje duże wzmocnienie samego materiału.
- Spontaniczna parametryczna konwersja w dół (SPDC od ang. Spontaneous Parametric Down-Conversion), wzmocnienie fluktuacji próżni w zakresie małego wzmocnienia.
- Prostowanie optyczne (OR od ang. Optical Rectification), generacja quasistatycznych pól elektrycznych.
- Nieliniowe oddziaływanie światła z materią w postaci swobodnych elektronów lub plazmy[4][5][6].

### Inne procesy nieliniowe
- Optyczny efekt Kerra, współczynnik załamania światła zależny od natężenia (efekt opisywany przez {\displaystyle \chi ^{(3)}}).
  - Samoogniskowanie (ang. self-focusing), efekt wywołany optycznym efektem Kerra (i być może nieliniowościami wyższego rzędu) spowodowanym przestrzenną zmiennością współczynnika załamania światła w wyniku przestrzennej zmienności intensywności światła.
  - Synchronizacja modów soczewką Kerra (ang. Kerr-lens mode-locking, KLM), wykorzystanie samoogniskowania jako mechanizmu synchronizacji modów lasera.
  - Samomodulacja fazy (ang. Self-phase modulation, SPM), efekt wywołany optycznym efektem Kerra (i być może nieliniowościami wyższego rzędu) spowodowanym czasową zmiennością współczynnika załamania światła w wyniku czasowej zmienności intensywności światła.
  - Solitony optyczne, impulsy czasowe (s. czasowe) i/lub mody przestrzenne światła (s. przestrzenne) niezmienne w trakcie propagacji w wyniku równowagi pomiędzy dyspersją a efektem Kerra (np. samomodulacja fazy dla s. czasowych, samoogniskowanie dla s. przestrzennych).
- Skrośna modulacja fazy (ang. Cross-phase modulation, XPM), modulacja fazy jednej fali przez drugą w wyniku optycznego efektu Kerra.
- Mieszanie czterofalowe (ang. Four-wave Mixing, FWM), może powstawać w wyniku innych nieliniowości.
- Generacja polaryzacji prostopadłej (ang. Cross-polarized wave generation, XPW), efekt opisywany przez {\displaystyle \chi ^{(3)},} w którym polaryzacja fali generowanej jest prostopadła do polaryzacji fali wejściowej.
- Niestabilność modulacyjna[7].
- Wzmocnienie Ramana[8].
- Optyczna koniugacja fazowa.
- Wymuszone rozpraszanie Brillouina, oddziaływanie fotonów z fononami akustycznymi.
- Absorpcja wielofotonowa, jednoczesna absorpcja dwóch lub więcej fotonów przekazujących energię pojedynczemu elektronowi.
- Wielokrotna fotojonizacja, prawie równoczesne wybijanie przez pojedynczy foton wielu związanych elektronów.
- Chaos w systemach optycznych.

### Procesy powiązane
W tych procesach ośrodek posiada odpowiedź liniową na pole elektryczne światła, ale właściwości tego ośrodka są zmienione w wyniku innych czynników:
- Efekt Pockelsa, współczynnik załamania światła jest zmieniony przez statyczne pole elektryczne; efekt wykorzystywany w modulatorach elektrooptycznych.
- Akustooptyka[9], współczynnik załamania światła jest zmieniony przez fale akustyczne (ultradźwięki); efekt wykorzystywany m.in. w modulatorach akustooptycznych.
- Rozpraszanie Ramana, oddziaływanie fotonów z fononami optycznymi.

## Procesy parametryczne
Efekty nieliniowe dzieli się na dwie kategorie efektów: parametryczne i nieparametryczne. Nieliniowość parametryczna jest oddziaływaniem, w którym stan kwantowy materiału nieliniowego nie ulega zmianie w wyniku oddziaływania z polem optycznym. W związku z tym procesy te są „natychmiastowe”. Energia i pęd pola optycznego są zachowane, więc dopasowanie fazowe staje się aspektem ważnym i zależnym od polaryzacji.

### Teoria
Parametryczne i „natychmiastowe” (tj. takie, w których materiał jest bezstratny i bezdyspersyjny) nieliniowe zjawiska optyczne, w których pola optyczne nie są zbyt duże, mogą być opisywane za pomocą szeregu Taylora polaryzacji (moment dipolowy na jednostkę objętości) {\displaystyle \mathbf {P} (t)} w chwili {\displaystyle t} względem pola elektrycznego {\displaystyle \mathbf {E} (t){:}}
{\displaystyle \mathbf {P} (t)=\varepsilon _{0}(\chi ^{(1)}\mathbf {E} (t)+\chi ^{(2)}\mathbf {E} ^{2}(t)+\chi ^{(3)}\mathbf {E} ^{3}(t)+\ldots ),}
gdzie współczynniki {\displaystyle \chi ^{(}n)} są {\displaystyle n}-tego rzędu podatnościami elektrycznymi ośrodka, a ich obecność jest ogólnie określana jako nieliniowość n-tego rzędu. Należy podkreślić, że polaryzacja {\displaystyle \mathbf {P} (t)} i pole elektryczne {\displaystyle \mathbf {E} (t)} są tu rozpatrywane dla uproszczenia jako wielkości skalarne. W ogólności {\displaystyle \chi ^{(n)}} jest tensorem {\displaystyle (n+1).} rzędu opisującym zależną od polaryzacji naturę oddziaływania parametrycznego i symetrie (lub jej brak) w nieliniowym optycznie materiale.

#### Równanie falowe materiału nieliniowego optycznie
Równanie falowe jest punktem centralnym rozważań nt. fal elektromagnetycznych. Zaczynając od równań Maxwella w jednorodnej przestrzeni niezawierającej swobodnych ładunków, można pokazać, że
{\displaystyle \nabla \times \nabla \times \mathbf {E} +{\frac {n^{2}}{c^{2}}}{\frac {\partial ^{2}}{\partial t^{2}}}\mathbf {E} =-{\frac {1}{\varepsilon _{0}c^{2}}}{\frac {\partial ^{2}}{\partial t^{2}}}\mathbf {P} ^{\text{NL}},}
gdzie {\displaystyle \mathbf {P} ^{NL}} jest nieliniowym członem wyrażenia na polaryzację dielektryczną a {\displaystyle n} jest współczynnikiem załamania światła, który pochodzi od liniowego członu polaryzacji {\displaystyle \mathbf {P} .}
Wykorzystując wzór Lagrange’a w postaci gradientowej:
{\displaystyle \nabla \times \left(\nabla \times \mathbf {V} \right)=\nabla \left(\nabla \cdot \mathbf {V} \right)-\nabla ^{2}\mathbf {V} }
i prawo Gaussa (przy założeniu braku swobodnych ładunków, {\displaystyle \rho _{\text{free}}=0}),
{\displaystyle \nabla \cdot \mathbf {D} =0,}
można uzyskać bardziej znaną postać równania falowego:
{\displaystyle \nabla ^{2}\mathbf {E} -{\frac {n^{2}}{c^{2}}}{\frac {\partial ^{2}}{\partial t^{2}}}\mathbf {E} =0.}
Dla ośrodka nieliniowego prawo Gaussa nie implikuje, że tożsamość
{\displaystyle \nabla \cdot \mathbf {E} =0}
jest prawdziwa w ogólności, nawet w ośrodkach izotropowych. Jednakże nawet gdy wyraz ten nie jest dokładnie równy 0, często jest zaniedbywalnie mały i w praktyce zwykle ignorowany, co pozwala uzyskać standardowe nieliniowe równanie falowe w postaci:
{\displaystyle \nabla ^{2}\mathbf {E} -{\frac {n^{2}}{c^{2}}}{\frac {\partial ^{2}}{\partial t^{2}}}\mathbf {E} ={\frac {1}{\varepsilon _{0}c^{2}}}{\frac {\partial ^{2}}{\partial t^{2}}}\mathbf {P} ^{\text{NL}}.}

#### Nieliniowość jako proces mieszania częstości
Nieliniowe równanie falowe jest równaniem różniczkowym niejednorodnym. Ogólne rozwiązanie pochodzi z badania równań różniczkowych zwyczajnych i można je uzyskać za pomocą funkcji Greena. Fizycznie zwykła fala elektromagnetyczna stanowi rozwiązanie jednorodnej części równania falowego:
{\displaystyle \nabla ^{2}\mathbf {E} -{\frac {n^{2}}{c^{2}}}{\frac {\partial ^{2}}{\partial t^{2}}}\mathbf {E} =0,}
a część niejednorodna
{\displaystyle {\frac {1}{\varepsilon _{0}c^{2}}}{\frac {\partial ^{2}}{\partial t^{2}}}\mathbf {P} ^{\text{NL}}}
działa jako źródło fal elektromagnetycznych. Jednym ze skutków powyższego jest nieliniowe oddziaływanie skutkujące w mieszaniu energii lub sprzężeniu różnych częstości, które często nazywa się „mieszaniem częstości”.
W ogólności nieliniowość {\displaystyle n}-tego rzędu będzie prowadziła do mieszania {\displaystyle (n+1)}-falowego. Przykładowo, jeżeli rozpatrzymy wyłącznie nieliniowość drugiego rzędu (mieszanie trzyfalowe), polaryzacja {\displaystyle \mathbf {P} } przyjmie postać
{\displaystyle \mathbf {P} ^{\text{NL}}=\varepsilon _{0}\chi ^{(2)}\mathbf {E} ^{2}(t).}
Jeżeli założymy, że {\displaystyle E(t)} składa się z dwóch członów o częstościach {\displaystyle \omega _{1}} i {\displaystyle \omega _{2},} to możemy zapisać {\displaystyle E(t)} jako
{\displaystyle \mathbf {E} (t)=E_{1}\cos(\omega _{1}t)+E_{2}\cos(\omega _{2}t),}
i korzystając ze wzoru Eulera, przekształcić do postaci eksponencjalnej:
{\displaystyle \mathbf {E} (t)={\frac {1}{2}}E_{1}e^{-i\omega _{1}t}+{\frac {1}{2}}E_{2}e^{-i\omega _{2}t}+{\text{c.c.}},}
gdzie „c.c.” oznacza sprzężenie zespolone. Wstawiając powyższe do wyrażenia na {\displaystyle \mathbf {P} ,} uzyskujemy
{\displaystyle {\begin{aligned}\mathbf {P} ^{\text{NL}}=\varepsilon _{0}\chi ^{(2)}\mathbf {E} ^{2}(t)={\frac {\varepsilon _{0}}{4}}\chi ^{(2)}{\Big [}&{E_{1}}^{2}e^{-i2\omega _{1}t}+{E_{2}}^{2}e^{-i2\omega _{2}t}\\&+2E_{1}E_{2}e^{-i(\omega _{1}+\omega _{2})t}\\&+2E_{1}{E_{2}}^{*}e^{-i(\omega _{1}-\omega _{2})t}\\&+\left(|E_{1}|^{2}+|E_{2}|^{2}\right)e^{0}+{\text{c.c.}}{\Big ]},\end{aligned}}}
które zawiera częstości składowe przy {\displaystyle 2\omega _{1},} {\displaystyle 2\omega _{2},} {\displaystyle \omega _{1}+\omega _{2},} {\displaystyle \omega _{1}-\omega _{2}} oraz 0. Te procesy mieszanie trzech fal odpowiadają kolejno efektom znanym jako generacja drugiej harmonicznej, generacja częstości sumacyjnej, generacja częstości różnicowej i prostowanie optyczne.

### Dopasowanie fazowe

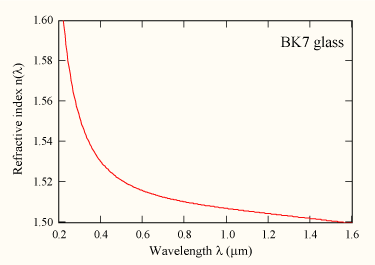
Większość przezroczystych materiałów, jak pokazane tutaj szkło borowo-krzemowe BK7, posiada normalną dyspersję: współczynnik załamania zmniejsza się monotonicznie w funkcji długości fali (lub zwiększa w funkcji częstości). To czyni dopasowanie fazowe niemożliwym w większości procesów mieszania częstości. Na przykład w SHG nie ma jednoczesnego rozwiązania równań: oraz w tych materiałach. Materiały dwójłomne unikają tego problemu przez dwa różne współczynniki załamania jednocześnie.

Powyższe wyprowadzenie pomija zależność pól elektrycznych od położenia. Typowo pola elektryczne propagujących fal są zapisywane jako:
{\displaystyle E_{j}(\mathbf {x} ,t)=E_{j,0}e^{i(\mathbf {k} _{j}\cdot \mathbf {x} -\omega _{j}t)}+{\text{c.c.}}}
w położeniu {\displaystyle \mathbf {x} ,} z wektorem falowym {\displaystyle \|\mathbf {k} _{j}\|=\mathbf {n} (\omega _{j})\omega _{j}/c,} gdzie {\displaystyle c} jest szybkością światła w próżni, a {\displaystyle \mathbf {n} (\omega _{j})} to współczynnik załamania ośrodka przy częstości {\displaystyle \omega _{j}.} Teraz więc polaryzacja drugiego rzędu przy kątowej częstości {\displaystyle \omega _{3}=\omega _{1}+\omega _{2}} wynosi
{\displaystyle P^{(2)}(\mathbf {x} ,t)\propto E_{1}^{n_{1}}E_{2}^{n_{2}}e^{i[(\mathbf {k} _{1}+\mathbf {k} _{2})\cdot \mathbf {x} -\omega _{3}t]}+{\text{c.c.}}}
W każdym położeniu {\displaystyle \mathbf {x} } wewnątrz nieliniowego ośrodka oscylująca polaryzacja drugiego rzędu pulsuje z częstością kątową {\displaystyle \omega _{3}} i odpowiednim wektorem falowym {\displaystyle \|\mathbf {k} _{3}\|=\mathbf {n} (\omega _{3})\omega _{3}/c.} Interferencja z polami elektrycznymi początkowymi jest konstruktywna i intensywna przy częstości {\displaystyle \omega _{3}} tylko wtedy, gdy
{\displaystyle {\vec {\mathbf {k} }}_{3}={\vec {\mathbf {k} }}_{1}+{\vec {\mathbf {k} }}_{2}.}
To równanie jest znane jako warunek dopasowania fazowego. Na ogół mieszanie trzech częstości wykonuje się w krysztale dwójłomnym, gdzie współczynnik załamania zależy od polaryzacji i kierunku przechodzenia światła. Polaryzacja i ustawienie kryształu są tak dobierane, aby warunek dopasowania fazowego został spełniony. Taka technika dopasowania fazowego nazywa się dostrajaniem kątowym (ang. angle tuning). Kryształ dwójłomny posiada trzy osie, jedna lub dwie z których posiadają inny współczynnik załamania niż pozostałe. Na przykład w kryształach jednoosiowych istnieje jedna wyróżniona oś zwana osią nadzwyczajną (ang. extraordinary axis) oznaczana jako {\displaystyle (\mathbf {e} )} i dwie osie zwyczajne (ang. ordinary axis) oznaczane jako {\displaystyle (\mathbf {o} ).} Istnieje kilka schematów wybierania polaryzacji dla tego typu kryształu. Jeżeli promień sygnałowy i promień idler posiadają tę samą polaryzację, wtedy mamy do czynienia z dopasowaniem fazowym typu I (pierwszego), a jeżeli polaryzacje są prostopadłe mówi się o dopasowaniu fazowym typu II. Istnieją jednak również inne konwencje nazewnictwa związane z tym, która częstotliwość ma jaką polaryzację względem wyróżnionej osi kryształu. Zostały one wymienione w tabeli, z założeniem, że częstość sygnału jest większa niż częstość idlera.
| Polaryzacje | Polaryzacje         | Polaryzacje        | Schemat                       |
| Wchodząca   | Wychodząca (sygnał) | Wychodząca (idler) |                               |
| ----------- | ------------------- | ------------------ | ----------------------------- |
| e           | o                   | o                  | typ I                         |
| e           | o                   | e                  | typ II (lub IIA)              |
| e           | e                   | o                  | typ III (lub IIB)             |
| e           | e                   | e                  | typ IV                        |
| o           | o                   | o                  | typ V (lub typ 0, lub „zero”) |
| o           | o                   | e                  | typ VI (lub IIB albo IIIA)    |
| o           | e                   | o                  | typ VII (lub IIA albo IIIB)   |
| o           | e                   | e                  | typ VIII (lub I)              |

Większość popularnych kryształów nieliniowych jest ujemnych jednoosiowych, czyli posiadają jedną oś {\displaystyle e} o mniejszym współczynniku załamania niż osie {\displaystyle o.} W tych kryształach zwykle dopasowania fazowe typu I i II są najodpowiedniejsze. W kryształach dodatnich jednoosiowych dopasowania fazowe typu VII i VIII są bardziej odpowiednie. Typy II i III są w zasadzie równoważne, z tą różnicą, że nazwy „sygnał” i „idler” są zamieniane miejscami, gdy sygnał ma mniejszą częstotliwość niż idler. Z tego powodu czasem określa się takie typy dopasowania fazowego mianem IIA i IIB. Typy od V do VIII są rzadziej spotykane niż typy I, II i ich odmiany.
Jednym z niepożądanych efektów dostrojenia kątowego jest to, że wiązki biorące udział w tym procesie nie poruszają się w tej samej linii. Jest to związane z tym, że promień nadzwyczajny posiada wektor Poyntinga nierównoległy do wektora falowego. To prowadzi od rozejścia się wiązek i ogranicza wydajność nieliniowej konwersji. Inne dwie metody dopasowania fazowego pozwalają uniknąć rozejścia wiązek przez wymuszenie propagacji w kierunku prostopadłym do osi kryształu dla wszystkich częstości Te metody określa się mianem dostrajania temperaturowego oraz quasidopasowania fazowego.
Dostrajanie temperaturowe stosuje się, gdy częstotliwość pompująca (laser) ma polaryzację prostopadłą do polaryzacji sygnału i idlera. W niektórych kryształach dwójłomnych, w szczególności w przypadku niobianu litu, zależność temperaturowa dwójłomności jest bardzo duża. Kontrolując temperaturę kryształu, można uzyskać warunki dopasowania fazowego.
W quasidopasowaniu fazowym częstości nie pozostają na stałe w fazie względem siebie. Zamiast tego oś kryształu dwójłomnego jest odwracana w regularnych odstępach Λ, zwykle 15 mikrometrów, tworząc kryształ fotoniczny. Skutkuje to odwróceniem nieliniowej podatności elektrycznej i w konsekwencji wstecznym przesunięciem fazy odpowiedzi polaryzacyjnej kryształu względem wiązki pompującej. Pozwala to na dodatni wypadkowy przepływ energii wiązki pompującej do sygnału oraz idlera. W przypadku tej metody sam kryształ zapewnia dodatkowy wektor falowy {\displaystyle k=2\pi /\Delta } (i tym samym pęd) do spełnienia warunku dopasowania fazowego. Quasidopasowanie fazowe uzyskiwane w siatkach dyfrakcyjnych o liniowo zmiennym periodzie (ang. chirped grating) generuje szersze pasmo i umożliwia kształtowanie impulsu SHG tak jak dzieje się to w modulatorze akustooptycznym AOPDF. Generację drugiej harmonicznej wiązki pompującej, samomodulację fazy (umożliwiona przez procesy nieliniowe drugiego rzędu) wiązki sygnałowej oraz optyczne parametryczne wzmocnienie (OPA) można połączyć w jednym układzie scalonym.

## Mieszanie częstości wyższych rzędów

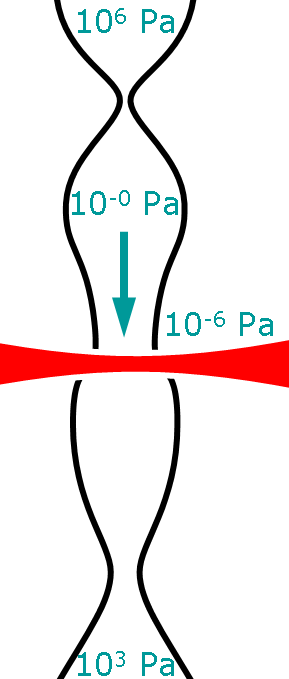

Powyższe stwierdzenia są spełnione dla procesów zależnych od {\displaystyle \chi ^{(2)},} jak również dla procesów, w których {\displaystyle \chi ^{(3)}} jest niezerowe, czyli w każdym ośrodku bez ograniczeń symetrii; w szczególności rezonansowo wzmocnione mieszanie sumacyjne i różnicowe częstości w gazach jest często stosowane do generacji skrajnego i dalekiego UV. W popularnych scenariuszach, takich jak mieszanie częstości w rozrzedzonych gazach, nieliniowość jest słaba i w związku z tym wiązki światła są skupione. To, w przeciwieństwie do użytego powyżej przybliżenia fali płaskiej, wprowadza przesunięcie fazy każdej wiązki o π i komplikuje wymagania dopasowania fazowego. Okazuje się jednak, że różnicowe mieszanie częstości powoduje zerowanie tego przesunięcia i często niemal całkowicie unieważnia warunek dopasowania fazowego, co względnie ułatwia strojenie w szerokim zakresie długości fal w porównaniu do sumacyjnego mieszania częstości. W procesach trzeciego rzędu wszystkie cztery częstości są mieszane jednocześnie, w przeciwieństwie do sekwencyjnego mieszania poprzez procesy drugiego rzędu.
Poprzez {\displaystyle \chi ^{(3)}} można opisywać również efekt Kerra. Przy dużych mocach efekt Kerra powoduje filamentację światła w powietrzu, dzięki czemu światło może podróżować bez dyspersji czy dywergencji w samoistnym światłowodzie. Szereg Taylora, który opisywał polaryzację w zakresie niższych rzędów nieliniowości, przestaje być zbieżny przy jeszcze większych intensywnościach, dlatego używa się modelu opartego na czasie. Kiedy atom gazu szlachetnego zostaje uderzony przez intensywny impuls laserowy, którego siła pola elektrycznego jest porównywalna z oddziaływaniami Coulomba w tym atomie, najbardziej zewnętrzny elektron może zostać wybity z atomu, a następnie przyspieszony w polu elektrycznym światła, początkowo poruszając się od utworzonego jonu, a następnie z powrotem wraz ze zmianą kierunku pola elektrycznego światła. Wtedy elektron może zrekombinować z jonem, uwalniając energię w postaci fotonu. Światło emitowane jest przy każdym maksimum impulsów lasera, które jest wystarczająco intensywne, w postaci serii błysków attosekundowych. Energie fotonów wygenerowanych w tym procesie mogą przekraczać 800. harmoniczną aż do kilku keV. Ten proces nazywany jest generacją wysokiej harmonicznej. Wiązka laserowa musi być spolaryzowana liniowo, aby elektron mógł powrócić w pobliże jonu wyjściowego. Generacja wysokich harmonicznych została zaobserwowana w dżetach gazów szlachetnych i kapilarnych światłowodach gazowych.

## Przykłady zastosowania

### Podwajanie częstości
Jednym z najczęściej stosowanych procesów mieszania częstości jest podwajanie częstości, czyli generacja drugiej harmonicznej. W ten sposób wiązka o długości fali 1064 nm z lasera neodymowego na granacie itrowo-aluminiowym lub 800 nm z lasera tytanowo-szafirowego może zostać zamieniona na światło widzialne o długości fali odpowiednio 532 nm (zielony) i 400 nm (fioletowy).
W praktyce podwajanie częstości przeprowadza się poprzez umieszczenie nieliniowego ośrodka na drodze wiązki lasera. Choć istnieje wiele typów ośrodków nieliniowych, najczęściej wykorzystuje się kryształy takie jak: BBO (boran β-baru, Ba(BO2)2), KDP (diwodorofosforan potasu, KH2PO4), KTP (fosforan tytanylu potasu) oraz niobian litu (LiNbO3). Te kryształy posiadają wymagane cechy: silnej dwójłomności (koniecznej do uzyskania dopasowania fazowego, zob. wyżej), odpowiedniej symetrii kryształu, przezroczystości dla fali podstawowej i harmonicznej oraz wysokiego progu zniszczenia, co czyni te kryształy odpornymi na wysokie intensywności światła laserowego.

### Optyczna koniugacja fazowa
Wykorzystanie nieliniowych procesów optycznych umożliwia dokładną zmianę zwrotu na kierunku propagacji oraz odwrócenie fazy wiązki światła. Odwrócona wiązka nazywana jest wiązką sprzężoną (skoniugowaną), a technika znana jest jako optyczna koniugacja fazowa (również znana jako odwrócenie w czasie lub odwrócenie frontu falowego i jest całkowicie różna od retrorefleksji).
To nieliniowe oddziaływanie można interpretować jako analogiczne do procesu holograficznego w czasie rzeczywistym. W tym oddziaływaniu dwie z trzech wiązek oddziałują ze sobą, tworząc w nieliniowym optycznie materiale dynamiczny hologram, czyli wzór dyfrakcyjny czasu rzeczywistego. Trzecia wiązka ulega ugięciu na powstałym dynamicznym hologramie w taki sposób, że jej front falowy ulega odwróceniu (wiązka ta staje się wiązką sprzężoną). Ostatecznie więc wszystkie trzy wiązki oddziałują (w zasadzie), jednocześnie tworząc kilka hologramów w czasie rzeczywistym, co skutkuje zestawem sprzężonych ugiętych fal na wyjściu z materiału. W języku nieliniowej optyki oddziałujące wiązki generują nieliniową polaryzację w materiale, który promieniuje w sposób koherentny, tworząc skoniugowaną fazowo falę.
Najbardziej powszechnym sposobem uzyskiwania optycznej koniugacji fazowej jest technika mieszania czterech fal, jakkolwiek możliwe jest wykorzystanie takich jak wymuszone rozpraszanie Brillouina. Przyrząd wytwarzający efekt koniugacji fazowej jest znany pod nazwą lustra z koniugacją fazową (ang. phase-conjugate mirror, PCM).

Porównanie lustra z koniugacją fazową (wyżej) i lustra tradycyjnego (niżej). W przypadku lustra z koniugacją fazową obraz początkowy pozostaje niezdeformowany po dwukrotnym przejściu przez element zaburzający

Każdą z czterech fal (j = 1, 2, 3, 4) w technice mieszania czterofalowego możemy opisać za pomocą ich pól elektrycznych jako:
{\displaystyle \Xi _{j}(\mathbf {x} ,t)={\frac {1}{2}}E_{j}(\mathbf {x} )e^{i(\omega _{j}t-\mathbf {k} \cdot \mathbf {x} )}+{\text{c.c.}},}
gdzie {\displaystyle E_{j}} jest amplitudą pola elektrycznego {\displaystyle j}-tej wiązki. {\displaystyle \Xi _{1}} i {\displaystyle \Xi _{2}} są dwiema wiązkami pompującymi, {\displaystyle \Xi _{3}} jest wiązką sygnałową i {\displaystyle \Xi _{4}} jest wygenerowaną falą sprzężoną.
Jeżeli wiązki pompujące i sygnałowa spotkają się w ośrodku o niezerowej {\displaystyle \chi _{(3)},} zostanie wytworzona nieliniowa polaryzacja:
{\displaystyle P_{\text{NL}}=\varepsilon _{0}\chi ^{(3)}(\Xi _{1}+\Xi _{2}+\Xi _{3})^{3},}
skutkująca generacją fal o częstościach {\displaystyle \omega =\pm \omega _{1}\pm \omega _{2}\pm \omega _{3}} poza trzecimi harmonicznymi {\displaystyle \omega =3\omega _{1},3\omega _{2},3\omega _{3}.}
Tak jak wcześniej warunek dopasowania fazowego determinuje, która z tych fal będzie dominowała. Wybierając warunki tak, aby {\displaystyle \omega =\omega _{1}+\omega _{2}-\omega _{3}} oraz {\displaystyle \mathbf {k} =\mathbf {k} _{1}+\mathbf {k} _{2}-\mathbf {k} _{3},} uzyska się polaryzację:
{\displaystyle P_{\omega }={\frac {1}{2}}\chi ^{(3)}\varepsilon _{0}E_{1}E_{2}E_{3}^{*}e^{i(\omega t-\mathbf {k} \cdot \mathbf {x} )}+{\text{c.c.}}}
Jest to polaryzacja generująca wiązkę sprzężoną fazowo {\displaystyle \Xi _{4}.} Jej kierunek propagacji określa wektor {\displaystyle \mathbf {k} _{4}=\mathbf {k} _{1}+\mathbf {k} _{2}-\mathbf {k} _{3}.} Jeśli wiązki pompujące mają ten sam kierunek, ale przeciwne zwroty {\displaystyle (\mathbf {k} _{1}=-\mathbf {k} _{2}),} wtedy fala sprzężona i sygnałowa propagują w tym samym kierunku z przeciwnym zwrotem {\displaystyle (\mathbf {k} _{4}=-\mathbf {k} _{3}),} To oznacza właściwość retrorefleksyjną efektu koniugacji fazowej.
Dalej można pokazać, że dla ośrodka o współczynniku załamania {\displaystyle n} i długości oddziaływania wiązki {\displaystyle l,} amplituda pola elektrycznego wiązki sprzężonej może być przybliżona przez
{\displaystyle E_{4}={\frac {i\omega l}{2nc}}\chi ^{(3)}E_{1}E_{2}E_{3}^{*},}
gdzie {\displaystyle c} jest szybkością dźwięku. Jeżeli wiązki pompujące {\displaystyle E_{1}} i {\displaystyle E_{2}} są falami płaskimi o przeciwnych zwrotach, to:
{\displaystyle E_{4}(\mathbf {x} )\propto E_{3}^{*}(\mathbf {x} ),}
czyli amplituda wiązki skoniugowanej fazowo jest sprzężeniem zespolonym amplitudy wiązki sygnałowej. Jako że część urojona amplitudy zawiera informację o fazie wiązki, oznacza to właściwość odwrócenia fazy w efekcie koniugacji fazowej.
Warto zwrócić uwagę na fakt, że stała proporcjonalności może być większa od 1, co oznacza, że lustro z koniugacją fazową ma współczynnik odbicia większy niż 100%, czyli wykazuje wzmocnione odbicie. Moc do tego procesu jest pożyczana od wiązek pompujących, które ulegają tym samym wygaszaniu.
Częstotliwość fali sprzężonej może być inna niż fali sygnałowej. Jeżeli częstotliwości fal pompujących {\displaystyle \omega _{1}=\omega _{2}=\omega ,} a częstotliwość wiązki sygnałowej jest wyższa, tj. {\displaystyle \omega _{3}=\omega +\Delta \omega ,} wtedy wiązka sprzężona ma częstotliwość {\displaystyle \omega _{4}=\omega -\Delta \omega .} Zjawisko w języku angielskim jest określane jako frequency flipping, tj. przerzucanie częstotliwości.

### Pęd i moment pędu w optycznej koniugacji fazowej
Optyczna koniugacja fazowa w bliskim polu powoduje zmianę zwrotu klasycznych promieni jak w retroreflektorze.

#### Obraz klasyczny
W klasycznej elektrodynamice Maxwella lustro z koniugacją fazową wykonuje zmianę zwrotu wektora Poyntinga:
{\displaystyle \mathbf {S} _{\text{out}}(\mathbf {r} ,t)=-\mathbf {S} _{\text{in}}(\mathbf {r} ,t),}
(„in” oznacza strumień padający, „out” oznacza strumień odbity), gdzie:
{\displaystyle \mathbf {S} (\mathbf {r} ,t)=\epsilon _{0}c^{2}\mathbf {E} (\mathbf {r} ,t)\times \mathbf {B} (\mathbf {r} ,t),}
który jest liniową gęstością pędu pola elektromagnetycznego.
W ten sam sposób fala skoniugowana fazowo posiada przeciwny wektor gęstości momentu pędu {\displaystyle \mathbf {L} (\mathbf {r} ,t)=\mathbf {r} \times \mathbf {S} (\mathbf {r} ,t)} w odniesieniu do strumienia padającego:
{\displaystyle \mathbf {L} _{\text{out}}(\mathbf {r} ,t)=-\mathbf {L} _{\text{in}}(\mathbf {r} ,t).}
Powyższe tożsamości są ważne lokalnie, tzn. w każdym punkcie przestrzeni {\displaystyle \mathbf {r} } w danej chwili {\displaystyle t} dla idealnego lustra z koniugacją fazową.

#### Obraz kwantowy
W kwantowej elektrodynamice foton o energii {\displaystyle \hbar \omega } również posiada pęd {\displaystyle \mathbf {P} =\hbar \mathbf {k} } i moment pędu, którego rzut na kierunek rozchodzenia się wynosi {\displaystyle L_{z}=\pm \hbar \ell ,} gdzie
{\displaystyle \ell } jest ładunkiem topologicznym fotonu, {\displaystyle \mathbf {z} } jest kierunkiem propagacji.
Rzut momentu pędu na kierunek rozchodzenia się przyjmuje wartości dyskretne {\displaystyle \pm \hbar \ell .}
W kwantowej elektrodynamice interpretacja koniugacji fazowej jest znacznie prostsza w porównaniu do klasycznej elektrodynamiki. Foton odbity od lustra z koniugacją fazową (oznaczony przez out) posiada przeciwny zwrot pędu i momentu pędu względem padającego fotonu (oznaczonego przez in):
{\displaystyle \mathbf {P} _{\text{out}}=-\hbar \mathbf {k} =-\mathbf {P} _{\text{in}}=\hbar \mathbf {k} ,}
{\displaystyle {L_{z}}_{\text{out}}=-\hbar \ell =-{L_{z}}_{\text{in}}=\hbar \ell .}

## Nieliniowe tworzenie deseni optycznych
Pole elektromagnetyczne przechodzące przez ośrodek Kerra może wykazywać tworzenie deseni dzięki wzmacnianiu przez ośrodek szumu przestrzennego i czasowego. Proces ten określany jest jako niestabilność modulacyjna i został zaobserwowany w układach załamujących światło, sieciach fotonicznych, jak również w układach światłoczułych. W ostatnim przypadku nieliniowość powstaje na skutek wywołanego reakcją wzrostu współczynnika załamania.

## Molekularna optyka nieliniowa
Pierwsze badania nad optyką nieliniową skupiały się na nieorganicznych ciałach stałych. Wraz z rozwojem optyki nieliniowej zaczęto badać molekularne właściwości optyczne, co doprowadziło do powstania gałęzi zwanej molekularną optyką nieliniową. Tradycyjne podejście wzmacniania nieliniowości stosowane do tej pory obejmuje: powiększanie obszaru sprzężenia elektronów π w chromoforach, dopasowywanie zmienności długości wiązania, indukowanie międzycząsteczkowego transferu ładunku, rozszerzanie sprzężenia w 2D oraz inżynieria rozkładu multipolowego ładunków. Ostatnio pojawia się wiele nowych kierunków wzmacniania nieliniowości i manipulacji światłem, włączając w to: skręcone chromofory, łączenie dużej gęstości stanów ze zmiennością długości wiązań, mikroskopowe kaskady nieliniowości drugiego rzędu itp. W związku z wyraźnymi zaletami molekularna optyka nieliniowa jest szeroko stosowana w obszarze biofotoniki, w tym w bioobrazowaniu, fototerapii, czujnikach biologicznych itd.

## Popularne materiały SHG
Zobacz artykuł: generacja drugiej harmonicznej

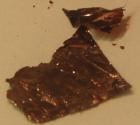
Ciemnoczerwony selenek galu w postaci makroskopowej

Według rosnącej długości fali wiązki pompującej:
- 800 nm: BBO (boran β-baru, Ba(BO2)2)
- 806 nm: jodan litu (LiIO3)
- 860 nm: niobian potasu (KNbO3)
- 980 nm: KNbO3
- 1064 nm: KDP (diwodorofosforan potasu, KH2PO4), LBO (boran litu, Li2BO3) i BBO
- 1300 nm: selenek galu (GaSe)
- 1319 nm: KNbO3, BBO, KDP, KTP (fosforan tytanylu potasu, KTiOPO4), niobian litu (LiNbO3), LiIO3 i ADP (diwodorofosforan amonu, NH4H2PO4)
- 1550 nm: KTP, LiNbO3